# 呉永寿
呉 永寿（오 영수、オ・ヨンス、1914年2月11日 - 1979年5月15日）は、韓国の小説家。慶尚南道 蔚州郡出身。

## 略歴
1914年2月11日、慶尚南道蔚州郡に生まれる。本貫は海州呉氏。慶南高校で教師として勤めながら文芸誌『백민(白民)』に『산골아이(山の子)』、『6월의 아침(6月の朝)』などを発表し、詩人として文学活動を始めた。1949年に雑誌『신천지(新天地)』に『고무신(ゴム靴)』を発表して小説家に転身した。1950年、ソウル新聞新春文芸に『머루(ヤマブドウ)』が当選され正式に登壇した。
呉の作品の傾向は大きく3つに分けることができる。第一に、子供の純粋な世界を描いた『남이와 엿장수(ナミと飴屋)』、『머루(ヤマブドウ)』、『대장간 두칠이(鍛冶屋ﾄﾞチリ)』、『Y소년의 경우(Y少年の場合)』などの作品を挙げられる。大人にはない子供の温かくて純粋な心が童話のように描かれている。
第二は、人情世態を描きながらも現実を告発している『화산댁이(華山宅)』、『박학도(朴ハクド)』、『여우(きつね)』、『명암(明暗)』などの作品がある。都市の混濁した世態を醜いものだと見ていて、これを解決できるのは人間の美しい人情だと語っている。
第三は、自然や故郷に対する回帰意識が描かれている『갯마을(漁村)』、『메아리(こだま)』,『수련(睡蓮)』、『추풍령(秋風嶺)』などの作品がある。人間は生まれた本郷を忘れられない生き物で、根源的な故郷というのは自然だという。呉は典型的な短編小説作家として、韓国の素朴な叙情が作品の根本にあると評価されている。

## 年譜
- 1914年、2月11日慶尚南道 蔚州郡に生まれる。[1]
- 1950年、ソウル新聞新春文芸『머루(ヤマブドウ)』が当選して正式に登壇。
- 1955年、第1回韓国文学家協会賞受賞。
- 1955-1975年、『현대문학(現代文学)』勤務。
- 1959年、第7回アジア自由文学賞受賞。
- 1977年、大韓民国芸術院賞受賞。
- 1978年、文化勲章受賞。

## 代表作品
- 1954年、머루(ヤマブドウ) [3][4]
- 1956年、갯마을(漁村)
- 1958年、명암(明暗)
- 1960年、메아리(こだま)
- 1965年、수련(睡蓮)
- 1968年、오영수전집(呉永寿全集)
- 1976年、황혼(黄昏)
- 1977年、오영수대표작선집(呉永寿代表作選集)
- 1978年、읽어버린 도원(失くした桃園)